# Ван Форест, Йорден
Йо́рден Ва́н Фо́рест (нидерл. Jorden van Foreest; род. 30 апреля 1999, Утрехт) — нидерландский шахматист, гроссмейстер (2016). Многократный призёр чемпионатов Нидерландов и сильных международных турниров. Занимает 2-е место после Аниша Гири в рейтинге активных шахматистов Нидерландов.

## Биография
Его предки Дирк и Арнольд были шахматными мастерами и выигрывали чемпионаты Нидерландов в конце XIX — начале XX веков. Ван Форест научился играть в шахматы в 6 лет, а первых успехов достиг спустя 3 года. Его отец — преподаватель в университете, а мать — врач и программист, родители помогали ему изучать шахматы. Переехал в Гронинген и начал заниматься с Сергеем Тивяковым. В 2013 году выиграл чемпионат Европы до 14 лет, в конце 2015 года стал победителем шахматного фестиваля в Гронингене.
В 2016 году выиграл чемпионат Голландии, показав перфоманс 2819. После этого его пригласили в национальную сборную. В том же году ван Форест стал самым молодым гроссмейстером Голландии, так как Аниш Гири получил высшее звание, выступая за Россию. В 2017 году на командном чемпионате Европы завоевал бронзовую медаль в индивидуальном зачёте (он был запасным и играл на последней доске), в следующем году участвовал в олимпиаде.
В 2018 году ван Форест окончил школу талантов «Topsport» и начал профессионально заниматься шахматами. В 2019 году разделил 1-е место с братом Лукасом на чемпионате страны, но уступил ему на тай-брейке.
На первом серьёзном турнире Tata Steel 2019 он занял предпоследнее место. В 2020 году финишировал 4-м, а спустя год одержал победу и стал первым голландцем со времён Яна Тиммана, кому это удалось.
Ван Форест помогал Магнусу Карлсену во время матча с Яном Непомнящим. Сам же занимается с Максом Вармердамом.

## Семья
- Братья: Лукас, Питер, Тристан, Нанне.
- Сестра — Махтелд[англ.] (международный мастер среди женщин)[14].